# タン・エンヨン
タン・エンヨン（Tan Eng Yoon、1928年1月9日 – 2010年1月30日）は、シンガポールの陸上競技選手。専門は短距離走、三段跳、ハードル走。
1956年のメルボルンオリンピックに100m走と三段跳びでシンガポール代表として出場した。1959年の東南アジア半島競技大会(現在の東南アジア競技大会の前身)では400mハードルと三段跳びで優勝し金メダルとなった。この時に樹立した三段跳びの国内記録は32年間もの間破られることはなかった。
引退後は陸上コーチとして選手の育成に努めたほか、シンガポールオリンピック委員会の設立に尽力し初代会長を務め、シンガポールナショナルスタジアムの建設にも携わった。1990年代にはシンガポールサッカー協会の会長を務めている。
2010年1月30日、交通事故に遭い82歳で亡くなった。